# 1993 TM12
1993 TM12 är en asteroid i huvudbältet som upptäcktes den 13 oktober 1993 av den amerikanske astronomen Henry E. Holt vid Palomarobservatoriet.
Asteroiden har en diameter på ungefär 4 kilometer.